# Pan de Pascua
Il Pan de Pascua è un dolce cileno tradizionalmente consumato nel periodo natalizio. Sebbene "Pascua" in spagnolo significhi principalmente Pesach e secondariamente Pasqua, può anche significare Natale ed Epifania. In Cile sia Navidad che Pascua sono usati per riferirsi al Natale. Nonostante il nome, si tratta di un dolce fatto di pastella e non di un vero e proprio pane. È simile a un pan di Spagna dolce, aromatizzato con zenzero e miele. Di solito contiene frutta candita, uvetta, noci e mandorle. Il Pan de Pascua è stato originariamente introdotto in Cile dagli immigrati tedeschi. La versione cilena combina le caratteristiche del Christstollen tedesco e del Pandoro italiano.